# Andrzej Jan Orłowski
Andrzej Jan Orłowski (Orlovius) (ur. 31 grudnia 1735, zm. 28 lutego 1788) – polski lekarz, od 1766 profesor Wydziału Lekarskiego w Królewcu. 
Był autorem wielu prac naukowych, m.in. rozprawy o kołtunie „De plica polonica”.